# Paleothyris
Paleothyris – rodzaj wymarłego zauropsyda (będącego bazalnym przedstawicielem kladu Eureptilia), zamieszkującego tereny Nowej Szkocji w Ameryce Północnej w epoce pensylwanu. Mimo przynależności do zauropsydów posiadał jeszcze wiele cech labiryntodontów, zaliczanych do płazów. Paleothyris prowadził nocny tryb życia, żywił się owadami. Posiadał ostre zęby i duże oczy.